# ویاچسلاو ولودین
ویاچسلاو ولودین (روسی: Вячеслав Викторович Володин؛ زادهٔ ۴ فوریهٔ ۱۹۶۴) سیاستمدار اهل روسیه است. او از اکتبر ۲۰۱۶، رئیس دومای دولتی روسیه است. وی همچنین برندهٔ جوایزی همچون نشان دوستی شده‌است.